# Lešť
Lešť (hongrois : Lest) est un village de Slovaquie situé dans la région de Banská Bystrica. La zone est située dans la partie nord-est de Krupinská Planina et a une superficie de 145,59 km². Il est situé à environ 30 km au sud-est de Zvolen.

## Histoire
L'ancienne municipalité a été fondée au Moyen Age et fut d'abord mentionné en 1573. En 1828, il comptait 119 maisons et 788 habitants. En 1950, la base militaire actuelle fut fondée et un an plus tard les communautés et les pôles Turie qui gisaient là ont été abandonnés. Dans la période 1969-1991, les troupes soviétiques étaient stationnées sur le domaine militaire.

## Démographie

### Évolution de la population
| Année:               | 1994. | 2004.    | 2014.    | 2024.    |
| -------------------- | ----- | -------- | -------- | -------- |
| Nombre de personnes: | 213   | 158      | 97       | 28       |
| Différence:          |       | -25,82 % | -38,60 % | -71,13 % |

| Année:               | 2023. | 2024.   |
| -------------------- | ----- | ------- |
| Nombre de personnes: | 27    | 28      |
| Différence:          |       | +3,70 % |